# Wubbo de Boer
Wubbo de Boer (Amsterdam, 27 maggio 1948 – Bruxelles, 20 aprile 2017) è stato un funzionario olandese.
Ha svolto i suoi studi universitari presso l'università di Amsterdam, nel periodo compreso tra il 1966 ed il 1971.
Ha ricoperto la carica di presidente dell'Ufficio per l'armonizzazione nel mercato interno (UAMI), con sede ad Alicante, in Spagna. Fu designato come presidente nell'ottobre del 2000, ed in seguito prolungò il suo incarico dal 2005 fino al 30 settembre 2010.